# Ronda Oeste de Málaga
La Ronda Oeste de Málaga o MA-30, también denominada popularmente Hiperronda de Málaga, es el tramo de la Autovía del Mediterráneo que actúa de variante distribuidor del oeste de Málaga y es el nombre que se le da a la Segunda Circunvalación de Málaga, construida para aliviar el tráfico de la primera circunvalación (la MA-20). Su primer tramo, desde Ciudad Jardín hasta la intersección con la Autovía del Guadalhorce, fue abierto al tráfico el 28 de diciembre de 2010 y el último el 27 de octubre de 2011, que conecta dicha autovía con el Palacio de Congresos de Torremolinos.

## Trayecto
La Ronda Oeste de Málaga nace en la A-7 en el enlace de las Virreinas (A-7 y A-45) al norte de la ciudad de Málaga y termina en la AP-7 a la altura del Palacio de Congresos de Torremolinos. Por otro lado, en la Hiperronda termina la autopista de peaje del Guadalmedina AP-46 (Alto de Las Pedrizas - Málaga). 
La autovía cruza la autovía A-357 y atraviesa el río Guadalhorce mediante un viaducto de 840 metros de longitud, para atravesar la Sierra de Mijas, accediendo a Torremolinos por el norte, donde se construyó un túnel a la altura de Churriana (Túnel de Churriana) de 1.280 m de longitud.
En abril de 2014 se puso en servicio el acceso sur al Aeropuerto de Málaga-Costa del Sol (AGP) que conecta con la MA-20, con mayor capacidad que el actual, a través de la MA-23. Antes solo contaba con el acceso desde la MA-21, a través de la N-348 (Avda. Comandante García Morato).

## Futuras ampliaciones

### Futuro acceso norte al Aeropuerto de Málaga - Costa del Sol
A partir de la Ronda se construye también un acceso norte al Aeropuerto de Málaga-Costa del Sol (AGP), cuyas obras serán licitadas en otoño de 2017.
El acceso norte al aeropuerto se hará a través del llamado Vial Metropolitano Distribuidor Oeste, que también servirá de acceso a los polígonos industriales del margen occidental del río Guadalhorce, Alhaurín de la Torre y el Campus Universitario de Teatinos. Este vial tendrá una longitud de 6,1 kilómetros con dos calzadas, un carril bici, un paseo peatonal y 223.000 metros cuadrados de jardines. Estará constituido por seis glorietas y un gran nudo de conexión con la ronda, por las que se calcula que transiten 34.000 vehículos al día.

### Cuarta circunvalación
Para un futuro se está planeando ampliar la hiperronda por el este, e incluso una cuarta circunvalación oeste por Cártama, Alhaurín el Grande y Fuengirola.

## Nomenclatura
La vía recibió inicialmente la matriculación de A-7 (siendo la ronda parte de la misma), pasando a denominarse la antigua ronda MA-20 y finalmente se denomina MA-30.
La primera sería la antigua N-340 (MA-21, Av. de Velázquez, Calle de Héroe Sostoa, Paseo Marítimo, MA-24) por el litoral de la ciudad y la ronda urbana intermedia (Av. Juan XXIII). La segunda, la actual MA-20 circunvalando la ciudad de Málaga. La tercera la actual Hiperronda MA-30 (A-7). Y en un futuro podría barajarse la posibilidad de construcción de la MA-40 o Cuarta circunvalación de Málaga por Cártama, Alhaurín el Grande y Fuengirola.

## Tramos
| Tramo                                                       | Año servicio / Estado (2025) | km  |
| ----------------------------------------------------------- | --- | --- |
| A-7 Torremolinos - Centro de Transportes A-357              | 2011 | 9,3 |
| A-357 Centro de Transportes - Las Virreinas A-7             | 2010 | 12  |
| MA-23 Acceso sur Aeropuerto de Málaga-Costa del Sol - MA-20 | 2014 | 2   |
| Acceso norte Aeropuerto de Málaga-Costa del Sol             | En nueva redacción de proyecto (pendiente someter a nueva información pública) (DIA obtenida y pendiente relicitación de obras) | 1,7 |

## Salidas
| Itinerario                                        | Itinerario            | Itinerario            | Itinerario            | Itinerario                                                                        | Itinerario                                           | Itinerario           | Itinerario           | Itinerario           | Itinerario |
| Esquema                                           | Sentido Ciudad Jardín | Sentido Ciudad Jardín | Sentido Ciudad Jardín | Sentido Ciudad Jardín                                                             | Sentido Torremolinos                                 | Sentido Torremolinos | Sentido Torremolinos | Sentido Torremolinos | Notas      |
| Esquema                                           | Velocidad             | Elemento Carriles     | Salida                | Salida                                                                            | Salida                                               | Salida               | Elemento Carriles    | Velocidad            | Notas      |
| Esquema                                           | Velocidad             | Elemento Carriles     | N.º                   | Direcciones                                                                       | Direcciones                                          | N.º                  | Elemento Carriles    | Velocidad            | Notas      |
| ------------------------------------------------- | --------------------- | --------------------- | --------------------- | --------------------------------------------------------------------------------- | ---------------------------------------------------- | -------------------- | -------------------- | -------------------- | ---------- |
|                                                   |                       |                       |                       | E-15 AP-7 A-7 Benalmadena Algeciras                                               |                                                      |                      |                      |                      |            |
|                                                   |                       |                       |                       |                                                                                   | Torremolinos Palacio de Congresos                    |                      |                      |                      |            |
| E-15 AP-7 MA-20 Málaga MA-23 Aeropuerto de Málaga |                       |                       |                       |                                                                                   |                                                      |                      |                      |                      |            |
|                                                   |                       |                       |                       | Túnel de Churriana                                                                |                                                      |                      |                      |                      |            |
|                                                   |                       |                       |                       | A-404 Churriana Alhaurín de la Torre - Coín                                       |                                                      |                      |                      |                      |            |
|                                                   |                       |                       |                       | Río Guadalhorce                                                                   |                                                      |                      |                      |                      |            |
|                                                   |                       |                       |                       | A-357 Málaga Cártama Universidad de Málaga A-7056 Parque Tecnológico de Andalucía |                                                      |                      |                      |                      |            |
| C.T.M. Parque Cementerio                          |                       |                       |                       |                                                                                   |                                                      |                      |                      |                      |            |
|                                                   |                       |                       |                       |                                                                                   | A-357 Málaga Universidad de Málaga                   |                      |                      |                      |            |
|                                                   |                       |                       |                       |                                                                                   | A-357 Cártama A-7056 Parque Tecnológico de Andalucía |                      |                      |                      |            |
| C.T.M. Parque Cementerio                          |                       |                       |                       |                                                                                   |                                                      |                      |                      |                      |            |
|                                                   |                       |                       |                       | A-7075 Puerto de la Torre Almogía                                                 |                                                      |                      |                      |                      |            |
|                                                   |                       |                       |                       | Arroyo España                                                                     |                                                      |                      |                      |                      |            |
|                                                   |                       |                       |                       | AP-46 A-45 Córdoba A-92M Granada A-92 Sevilla                                     |                                                      |                      |                      |                      |            |
|                                                   |                       |                       |                       | Arroyo de la Salud                                                                |                                                      |                      |                      |                      |            |
|                                                   |                       |                       |                       | Arroyo de Teatinos                                                                |                                                      |                      |                      |                      |            |
|                                                   |                       |                       |                       | Arroyo del Cuarto                                                                 |                                                      |                      |                      |                      |            |
|                                                   |                       |                       |                       | Arroyo de los Ángeles                                                             |                                                      |                      |                      |                      |            |
|                                                   |                       |                       |                       | MA-20 Málaga (centro)                                                             | Incorporación desde MA-20                            |                      |                      |                      |            |
|                                                   |                       |                       |                       | Ciudad Jardín                                                                     |                                                      |                      |                      |                      |            |
|                                                   |                       |                       |                       | E-15 A-7 Almería Motril Málaga Este                                               |                                                      |                      |                      |                      |            |

## Historia
En un primer momento su construcción iba ligada a la autopista de peaje AP-46 (Las Pedrizas - Málaga), si bien el tramo de circunvalación de Málaga habría sido gratuito tal y como ocurre en la AP-7 entre Torremolinos y Fuengirola y en las circunvalaciones de Marbella y Estepona. Finalmente se desligó el proyecto de la AP-46 para agilizar su construcción y no para eliminar el peaje, ya que éste nunca estuvo contemplado para el usuario.